# Formicarius analis
El formicario enmascarado (Formicarius analis), también denominado gallito carinegro (en Colombia), gallito hormiguero carinegro (en Costa Rica), formicario carinegro (en Ecuador), hormiguero carinegro (en Nicaragua), gallito-hormiguero de cara negra (en Perú) o gallito hormiguero (en Venezuela), es una especie de ave paseriforme de la familia Formicariidae perteneciente al género Formicarius. Se distribuye desde la costa caribeña de Honduras, por América Central, y por el norte de América del Sur hasta el sur de la cuenca del Amazonas.

## Distribución y hábitat
Se distribuye desde el este de Honduras, por Nicaragua, Costa Rica, Panamá hasta el norte de Colombia al oeste de la cordillera de los Andes, y a oriente de los Andes de Colombia, norte y este de Venezuela, Trinidad y Tobago, Guyana, Surinam, Guayana francesa, la Amazonia brasileña, este de Ecuador, este de Perú hasta el norte de Bolivia.
Esta especie es considerada bastante común en su hábitat natural: el suelo o cerca, en selvas húmedas de baja altitud, hasta los 1000 m. Es la especie más numerosa y ampliamente difundida de su género.

## Descripción
Es un pájaro mediano, mide alrededor de 18 cm de longitud y es de un color marrón oscuro por arriba y negro por abajo, el obispillo y las alas son más claras. Presenta un punto blanco entre el pico y el ojo. El ojo tien un anillo ocular blanco azulado. No hay dimorfismo sexual evidente. Los juveniles son parecidos a los adultos, solo que la garganta suele ser blanquecina con un moteado oscuro.

## Comportamiento
Es una especie tímida, que es oida (tiene un canto característico) más que vista. Es principalmente terrestre, aunque suele atravesar raíces y troncos horizontales. Se movimenta caminando, con la cola levantada en un ángulo de 60° del suelo, con este ángulo bajando a 20º a cada paso.

### Alimentación
Su dieta se compone principalmente de artrópodos variados aunque también de algunos pequeños vertebrados y frutos en menor cantidad..

### Vocalización
El canto musical, que se escucha desde lejos, es una nota enfática seguida de una pausa, después una serie rápida de notas cortas, primero ascendientes y volviéndose más altas, después descendientes, p. ej. «tüüü, ti-ti-tí-tí-tí-te-te-tu-tu-tu». El llamado, dado por ambos sexos, es un abrupto «churliu».

## Sistemática

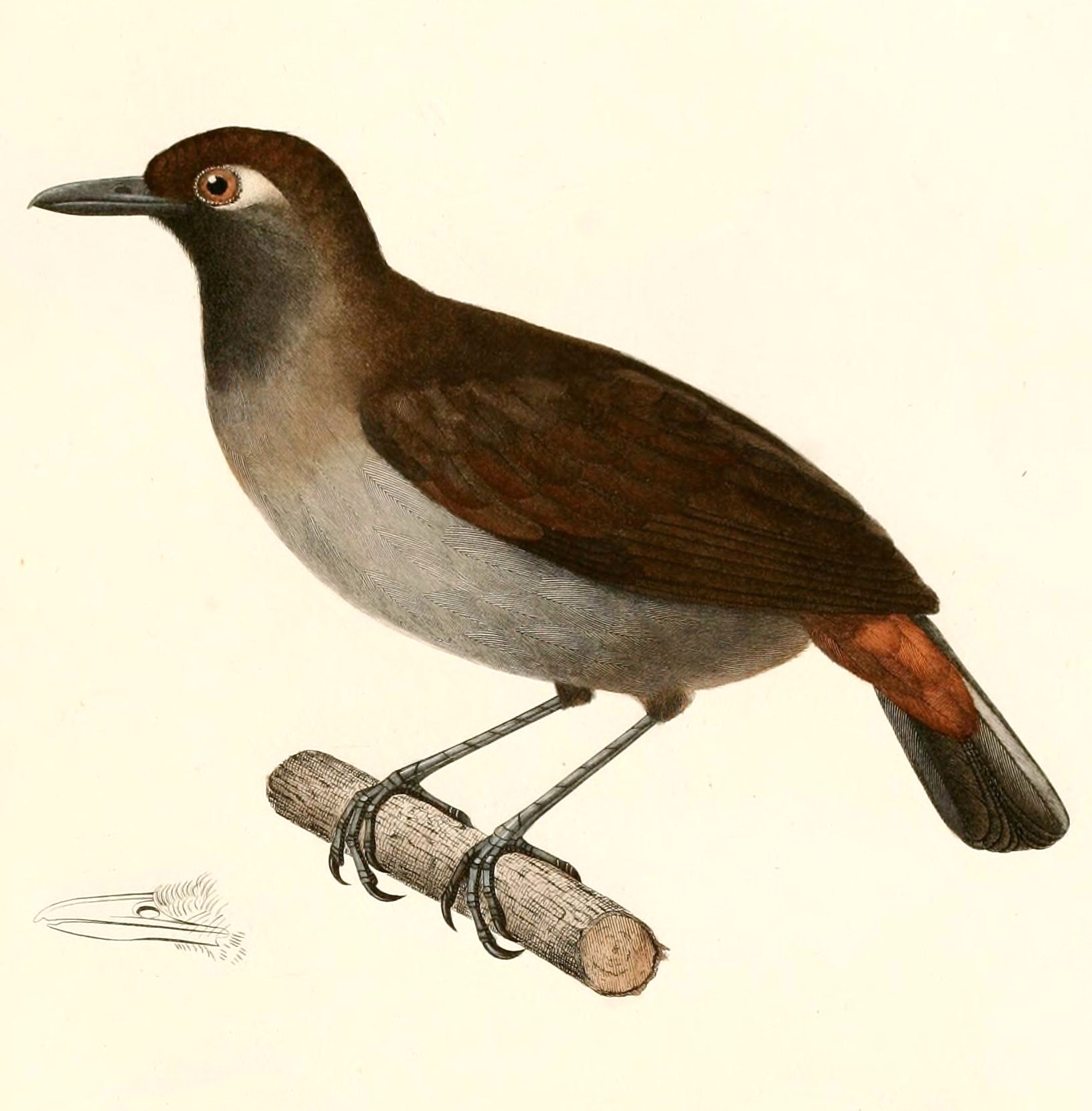
Formicarius analis, ilustración en d'Orbigny Voyage dans l'Amérique Méridionale, 1847

### Descripción original
La especie F. analis fue descrita por primera vez por los naturalistas franceses Alcide d'Orbigny y Frédéric de Lafresnaye en 1837 bajo el nombre científico Myothera analis; la localidad tipo es: «Yuracares y Chiquitos, Bolivia».

### Etimología
El nombre genérico masculino «Formicarius» deriva del latín moderno y significa ‘relativo a las hormigas’; y el nombre de la especie «analis», en latín moderno significa ‘relativo a las cobertoras inferiores de la cola’, ‘de la rabadilla’.

### Taxonomía
La especie Formicarius moniliger, del sur de México y norte de América Central, antes tratada como un grupo de subespecies de la presente,  fue separada siguiendo a Howell & Webb 1995; Krabbe & Schulenberg 2003 y Dickinson & Christidis 2014. El Comité de Clasificación de Norte y Mesoamérica (N&MACC) aprobó la separación en la Propuesta 2020-B-11.
La presente especie probablemente debería ser dividida en dos o más especies, las aves de la región amazónica tienen cantos diferentes de las de América Central; sin embargo, las variaciones geográficas (en plumaje y vocalización) a lo largo de su rango, no están bien documentadas. Adicionalmente, la subespecie saturatus puede contener más de un taxón, las aves del valle del Magdalena cantan igual a las centroamericanas, mientras las aves de Lara (noroeste de Venezuela) emiten el canto amazónico; la situación es difícil de ser abordada, ya que no hay descripciones de los cantos de virescens y de griseoventris; son nececesarios más estudios.

### Subespecies
Según las clasificaciones del Congreso Ornitológico Internacional (IOC) y Clements checklist/eBird, se reconocen once subespecies, con su correspondiente distribución geográfica:
- Grupo politípico hoffmani (considerado com especie plena por Ridgely & Tudor 2009[6]):

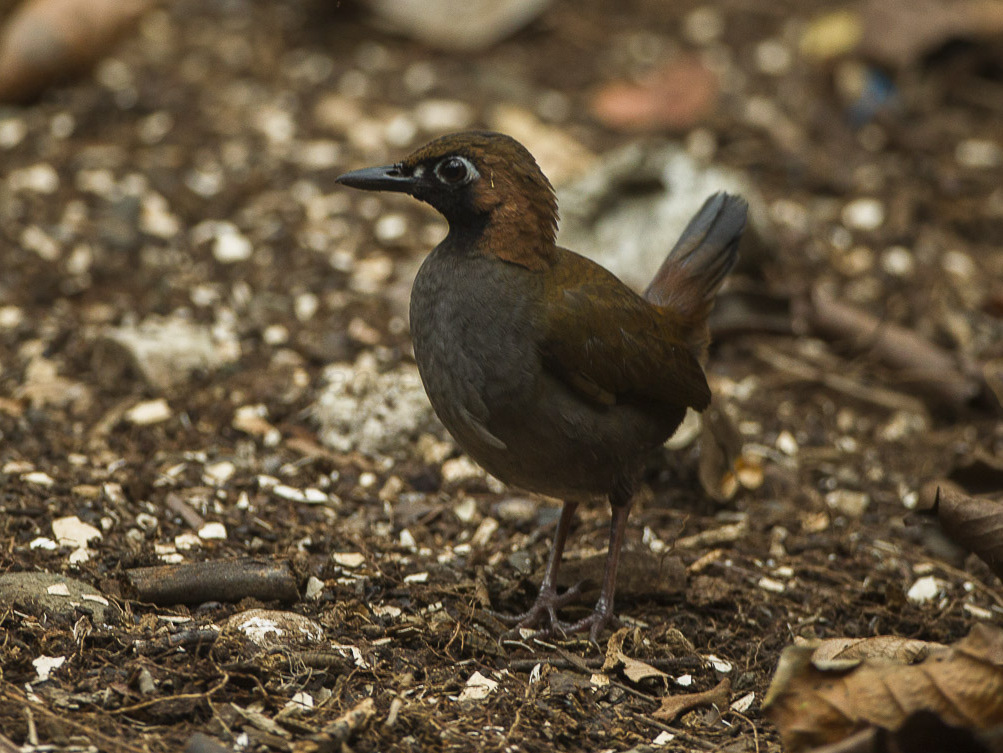
Formicarius analis hoffmani en Dos Brazos, Puntarenas, Costa Rica.

- - Formicarius analis umbrosus Ridgway, 1893 - vertiente caribeña desde el centro de Honduras hacia el sur hasta el oeste de Panamá, y por la vertiente del Pacífico de Costa Rica (al sur hasta el golfo de Nicoya).
  - Formicarius analis hoffmanni (Cabanis, 1861) - suroeste de Costa Rica y oeste de Panamá (oeste de Chiriquí).
  - Formicarius analis panamensis Ridgway, 1908 - este de Panamá (desde Coclé a Darién) y zonas cercanas del noroeste de Colombia.
  - Formicarius analis virescens Todd, 1915 - base oeste de la Sierra Nevada de Santa Marta en el norte de Colombia.
  - Formicarius analis griseoventris Aveledo & Ginés, 1950 -  norte de Colombia y noroeste de Venezuela al oeste de golfo de Maracaibo (desde la serranía del Perijá hacia el sur hasta el norte de Táchira y norte de Mérida).

- Grupo politípico analis: 
  - Formicarius analis saturatus Ridgway, 1893 - Venezuela al norte de los ríos Apure y Orinoco (hacia el oeste hasta el este del golfo de Maracaibo y pendiente  sur de los Andes); Trinidad; también en los valles del Cauca, del Magdalena y del alto Sinú en el norte de Colombia.
  - Formicarius analis connectens Chapman, 1914 - Colombia, al este de los Andes.
  - Formicarius analis crissalis (Cabanis, 1861) - extremo oriental de Venezuela, las Guayanas y zona cercana del noreste de Brasil (Amapá, Pará).
  - Formicarius analis zamorae Chapman, 1923 - este de Ecuador, norte y noreste de Perú, y oeste de Brasil (norte del río Solimões, al este hasta Codajás).
  - Formicarius analis analis (d'Orbigny & Lafresnaye, 1837) - este y sureste de Perú al sur del río Amazonas (desde la cuenca del Ucayali) y norte de Bolivia hacia el este hasta el centro de Brasil (al este hasta el Tapajós y Mato Grosso).
  - Formicarius analis paraensis Novaes, 1957 - este de Brasil desde el Tapajós hasta Belém y oeste de Maranhão.

El taxón F. a. olivaceus J.T. Zimmer, 1931 es incluido en F. a. zamorae.